# 알렉시 보세티
알렉시 보세티(프랑스어: Alexy Bosetti, 1993년 4월 23일 ~ )는 FC 안시에서 뛰는 프랑스의 축구 선수이다.